# Tenthredo silensis
Tenthredo silensis är en stekelart som beskrevs av Costa 1859. Tenthredo silensis ingår i släktet Tenthredo, och familjen bladsteklar. Arten är reproducerande i Sverige.